# 普拉塞科峰
46°07′18″N 10°39′53″E / 46.12162°N 10.66482°E
普拉塞科峰（義大利語：Cimone di Pra Secco），是意大利的山峰，位於該國北部，由倫巴第大區負責管轄，屬於阿達梅洛-普雷薩內拉阿爾卑斯山脈的一部分，海拔高度2,577米，每年平均降雨量1,357毫米。